# هربرت أ. ألين سينيور
هربرت أ. ألين سينيور (بالإنجليزية: Herbert A. Allen, Sr.)‏ هو تاجر أسهم ومستثمر أمريكي، ولد في 13 فبراير 1908، وتوفي في 18 يناير 1997 في مانهاتن في الولايات المتحدة.

## وصلات خارجية
- هربرت أ. ألين سينيور على موقع إن إن دي بي (الإنجليزية)